# El Genís
El Genís és una obra del municipi de Santa Eugènia de Berga (Osona) inclosa en l'Inventari del Patrimoni Arquitectònic de Catalunya.

## Descripció
Masia de grans dimensions, de planta quadrada, coberta a quatre vessants. La façana es troba orientada al sud-oest amb un portal d'arc rebaixat (pintat imitant pedra), finestres a la planta, tres balcons al primer pis i tres finestres al segon pis. Una de les finestres de la planta té una inflexió gòtica. Al sud-est s'hi annexiona un cos de porxo que és visible des de la façana. A nivell del primer pis s'hi obren cinc arcs de mig punt, amb l'arrencada de ferro. A la part norg oest cal remarcar unes finestres amb llangardaix a la planta, un ampit motllurat i una llinda gòtica al primer pis. A la part nord-est s'hi annexiona un cos modern. És construïda amb pedra basta, picada, tàpia. A l'interior hi ha un portal amb l'arc deprimit amb unes rosetes a l'intradós. Al primer graó de l'entrada hi ha una antiga llinda amb decoracions conopials.
A la llinda interior hi figura la inscripció "FRANCISCO GENIS 1649".

## Història
Als segles x i xi constava la capella de domus Sti. Genesil; no sabem si guardava el mateix emplaçament actual. Apareix de nou documentada durant el segle xiii amb el nom de Sant Genís.
El mas és esmentat sense l'afegitó "sant" i com a cognom dels vells hereus de la casa des del segle xiv. En els fogatges de la parròquia de Santa Eugènia de Berga de 1553 hi trobem inscrit un tal Joan Genis. En el nomenclàtor de la província de Barcelona de l'any 1860 la trobem registrada com a "Masia Casa de labranza". Segons la informació oral de la família la casa fou restaurada l'any 1921 i fins aleshores la façana ostentà un bonic portal adovellat. L'any 1949 es va arrebossar i el 1965 s'hi va annexionar un cos. Conserva un notable arxiu que s'inicia vers el 1370.